# Vitis rotundifolia
A Vitis rotundifolia é uma espécie de uva do gênero vitis, nativa do sul dos Estados Unidos bastante cultivada desde o século XVI. A área de cultivo se estende desde o sul de Nova Iorque até à Flórida, passando pelo Missouri, Kansas, Arkansas, Oklahoma e Texas. A planta está perfeitamente adaptada ao clima quente e úmido dessa região.
Nos Estados Unidos, esta uva é conhecida como "muscadine" (que pode ser traduzido para português como "muscadínea" ) ela não é consumida apenas ao natural mas é usada também na fabricação de sucos e geleias.